# Мартин Броніслав Васильович
Броніслав Васильович Мартин (нар. 23 лютого 1935, Мигаєве — пом. 2002) — український архітектор.

## Життєпис
Броніслав Мартин народився 23 лютого 1932 року в селі Мигаєвому Одеської області в родині робітників. Його прабабуся по батьківській лінії Єлена Касіян належала до роду художника-графіка Василя Касіяна. Батьки Броніслава Василь та Юстина (до шлюбу Шмильська) ще дітьми, 1903 року, виїхали до Канади. Там вони одружилися, них народилося двоє дочок, Емілія-Вірджинія та Євгенія-Норма. 1922 року повернулися в Україну й оселилися в Мигаєвому, де влада дозволила створити комуну. Василь Мартин загинув на Радянсько-німецькій війні, а Юстина з сином 1946 року переїхала на свою батьківщину до міста Теребовля. Там Броніслав закінчив середню школу і 1954 року вступив на інженерно-будівельний факультет Львівського політехнічного інституту, спеціальність архітектура, який закінчив у 1959 році.
По закінченні інституту Броніслава направили працювати в станіславівський «Облпроєкт», який 1963 року став філією київського «Діпроміста». А ще працював в Укоопроєкті. 
Помер 2002 року.

## Споруди
Броніслав Мартин був автором та співавтором таких об'єктів у місті Івано-Франківську:
- Шестиповерховий будинок з квартирами у двох рівнях на вулиці Шевченка, 36 (1969)[6]
- Реконструкція Народного дому "Просвіта" на вулиці Грушевського, 18 (1990)
- Центральний ринок Івано-Франківська
- Розроблення планувальної структури навчального комплексу Інституту нафти і газу
- Розроблення планувальної структури мікрорайону Пасічна